# Oress-Krobou
Oress-Krobou (aussi orthographié Orès-Krobou) est une ville de la Région de l'Agnéby située dans le Sud de la Côte d'Ivoire, dans le département d'Agboville dont elle est l'une des sous-préfectures, avec Azaguié, Grand-Morié, Céchi et Rubino. Elle est peuplée par les Krobou qui, avec les Abbey, constituent les autochtones du département. Les Krobou ont trois gros villages : Oress-Krobou (sous-préfecture), Aboudé-Mendeke et Aboudé-Kouasside.

## Histoire
« La tradition orale des N'zomon, principal clan Krobou rapporte : « Leurs ancêtres sont descendus du ciel à l'aide d'une chaîne sous la conduite d'Adjé Menimbou, détenteur d'un tabouret. Seuls trente-deux hommes et une femme stérile formaient cette communauté venue de l'au-delà, dont le point de chute fut Oress Krobou »,.
La scission des sous-préfectures d’Agboville et de Rubino (décret n° 2001 - 105 du 15 février 2001) a entraîné la création de trois nouvelles circonscriptions administratives : Céchi, Grand-Morié et Oress-Krobou.

## Démographie
Oress-Krobou avait une population de 5806 personnes lors du recensement de 2014, ce qui représentait une densité de 49,20 au km2.

## Enseignement
- Collège moderne public, premier et second cycle[6]

## Santé
- Le centre de santé, construit en 1978, a été rénové en 2020[7]

## Économie
- Un guichet de la microfinance CELPAID a ouvert en 2018[8]

## Filmographie
- Jeanne Bana & Toussaint N’Ziam, Le Séké à Oress-Krobou (Côte d’Ivoire, 2008), 15’[9]